# Beerbach (Lauf an der Pegnitz)

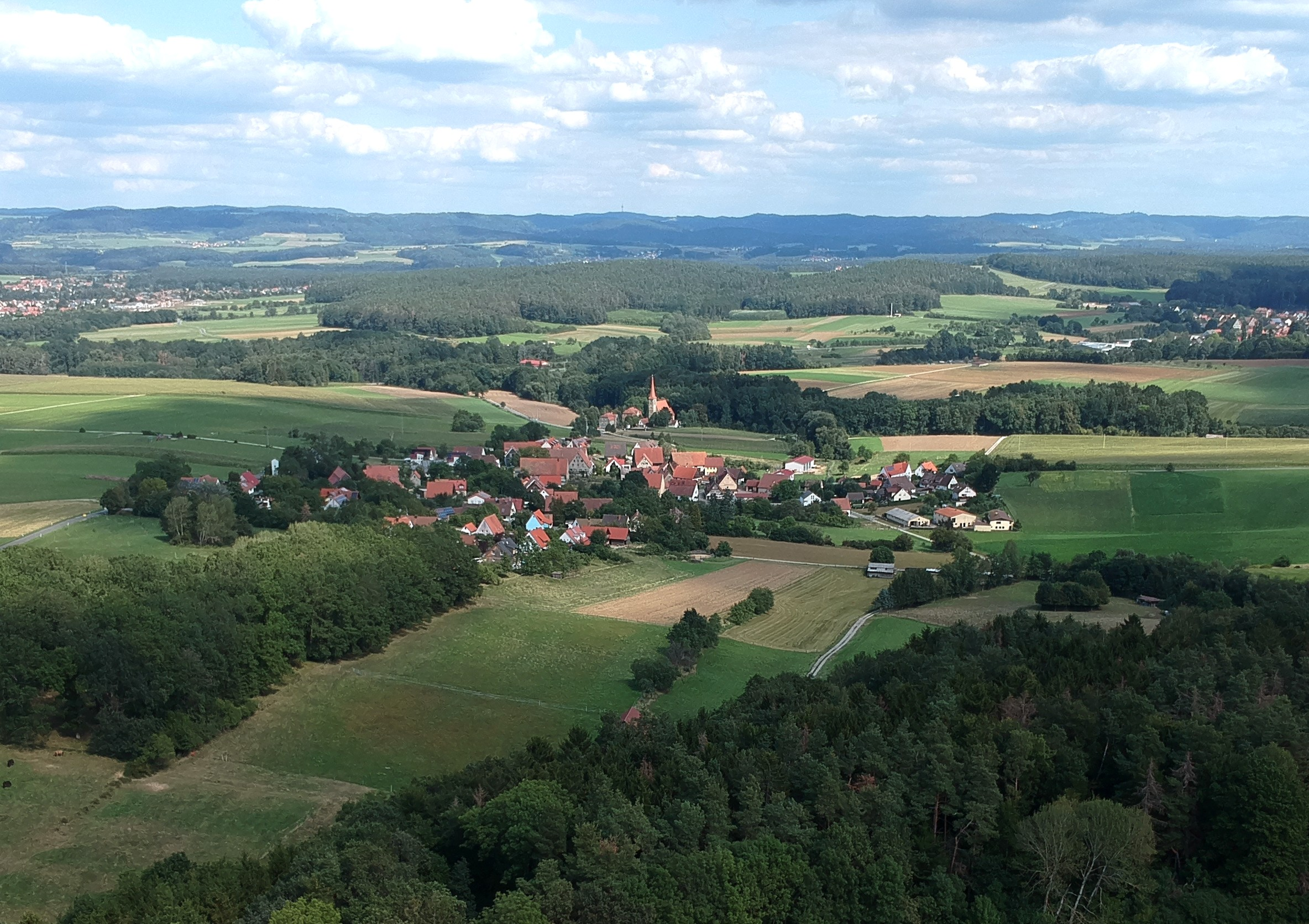
Luftbild von Beerbach (2019)

Beerbach ist ein Gemeindeteil der Stadt Lauf an der Pegnitz im Landkreis Nürnberger Land (Mittelfranken, Bayern). Die Gemarkung Beerbach hat eine Fläche von 4,110 km². Sie ist in 723 Flurstücke aufgeteilt, die eine durchschnittliche Flurstücksfläche von 5684,27 m² haben. In ihr liegt neben dem namensgebenden Ort der Gemeindeteil Tauchersreuth. Die Pfarrei Beerbach war eine Patronatsgemeinde der Familie Welser von Neunhof und zu Beerbach.

## Geschichte
Beerbach wurde 1109 als „Berebach“ erstmals urkundlich erwähnt. Der Ortsname wird als Ansiedlung eines Mannes namens „Bero“ an einem Bach gedeutet. Reichliches Wasservorkommen war die Grundvoraussetzung für die Entstehung einer Siedlung. In der Tat weist die Umgebung des Dorfes mehrere Quellen auf, deren Wasser den Angerbach und schließlich den Eckenbach speisen. Es war Sitz einer Reichsministerialienfamilie, des Geschlechts der „Beerbacher“ der auch die abgegangene Turmhügelburg Beerbach
auf dem „Burgacker“ zuzuordnen ist.
Auf der höchsten Anhöhe des Ortes bestand bereits um 1350 eine Kapelle, die dem unmittelbar benachbarten Verwaltungssitz des Amtes Neunhof zugeordnet war. Sie gehörte zum Sprengel der Pfarrei Kirchröttenbach. In einer Urkunde aus dem Jahre 1422 wird eine Grundstücksübertragung durch König Sigmund dokumentiert, in welcher „St. Niklas“ (nicht als Person, sondern die Kirche als Organisation) in Beerbach als Lehensträger genannt ist. Dies belegt erstmals das Bestehen einer Beerbacher Kirche. Im späten Mittelalter waren mehr und mehr Nürnberger Bürger Grundherren. Der Kirchröttenbacher Sprengel umfasste in den Jahren 1430 bis 1470 im westlichen Teil u. a. Groß- und Kleingeschaidt, Beerbach und Neunhof. Seit 1520 hat Beerbach eine eigene Pfarrei. Schon 1521, noch vor Nürnberg, wurde die Gemeinde protestantisch und ist damit die bisher älteste nachgewiesene evangelisch-lutherische Gemeinde in Bayern.
Zur Zeit der Gegenreformation um 1628 wurde die Pfarrei Beerbach Zufluchtsort für Reformierte und Lutheraner. Bis 1806 waren die Orte Bestandteil des Neunhofer Territoriums.
Seit 1818 bildeten Beerbach und Tauchersreuth eine Gemeinde. 1908 kam die Gemeinde zum Bezirksamt (später Landkreis) Lauf.
Im Zuge der Gebietsreform in Bayern wurden sie 1972 dem Landkreis Erlangen (ab dem 1. Mai 1973 Landkreis Erlangen-Höchstadt) zugeschlagen und nach erheblichen Protesten der Bevölkerung am 1. Juli 1976 in die Stadt Lauf an der Pegnitz eingegliedert.

## Kirchengemeinde
Zur Pfarrei Beerbach gehören seit 1858 neun Orte, sieben davon liegen im Bereich der Stadt Lauf a.d. Pegnitz im Landkreis Nürnberger Land, zwei gehören zur Marktgemeinde Heroldsberg im Landkreis Erlangen-Höchstadt. Die Hauptkirche ist St. Egidien in Beerbach, St. Johannis in Neunhof ist eine Nebenkirche.

## Baudenkmäler
- St.-Egidien-Kirche

Spätgotische Hallenkirche von 1488 als Feldkirche mit spätgotischem Flügelaltar aus der Werkstatt von Michael Wolgemut um 1505 und ein Epitaph der Familie Geiger aus Brand, seitenverkehrter Nachstich von Cornelis Cort nach Giulio Clovio um 1590.